# Martin Mrnka
Martin Mrnka (* 4. srpna 1962, Praha) je český novinář, mediální manažer a konzultant. Působil jako investigativní novinář v TV Nova a šéfredaktor aktuální publicistiky v ČT. Založil zpravodajskou televizi Z1.

## Život
Martin Mrnka vystudoval gymnázium Budějovická (1980) a Fakultu žurnalistiky Univerzity Karlovy (1984). Od roku 1991 je ženatý s PhDr. Magdalénou Mrnkovou a má dvě dcery, Martinu a Ninu. Je specialistou na bordeauxská vína a členem českého Royal Wine Clubu.

## Profesní kariéra
Po začátcích v tiskové agentuře Orbis a týdeníku Vlasta pracoval Martin Mrnka od roku 1991 v řadě periodik, například v týdeníku Reportér (zástupce šéfredaktora), denících Prostor a Lidová demokracie (vedoucí oddělení krajského zpravodajství).
V roce 1993 nastoupil do vznikající televize Nova, kde působil v redakci zpravodajství do roku 1999. Byl jedním z prvních investigativních reportérů v ČR. Proslavil se zejména kauzou „LTO - lehké topné oleje“, ale věnoval se i dalším ekonomickým a politickým skandálům včetně nelegálního financování politických stran.
V roce 1999 odešel v reakci na změny v TV Nova do České televize. Byl investigativní reportér aktuální publicistiky pořadu Fakta. Věnoval se dál kauzám LTO a za své reportáže získal prestižní ocenění Johns Hopkins University a Mezinárodního konsorcia pro investigativní žurnalistiku ICIJ (za kauzu s pašováním stíhacích letounů MiG-21 do Severní Koreje). V roce 2000 zvítězil v konkurzu na šéfredaktora nově vznikající Redakce aktuální publicistiky ČT. Zde spustil na 6 nových publicistických pořadů (Naostro, Černá bílá, Přesčas, OK - Občan Kraus,  Kavky). Po televizní krizi v roce 2001 byl první z novinářů, kteří byli na politický nátlak z ČT propuštěni. Od roku 2001 do 2004 se živil jako mediální konzultant, mimo jiné pomáhal komunikovat výhody vstupu ČR do EU pro Ministerstvo zemědělství ČR.
V roce 2004 podal žádost o licenci na první zpravodajský televizní kanál v ČR, televizi Z1. Licenční řízení na digitální televize ale bylo mnohokrát odloženo a po získání licence v roce 2006 bylo úspěšně napadeno stávajícími komerčními televizemi. Televize Z1 získala znovu licenci v roce 2007 a jako první komerční digitální stanice odstartovala v roce 2008. Mrnka zde působil jako předseda představenstva společnosti a generální ředitel od roku 2004 do roku 2009. V době globální ekonomické krize televize neustála ekonomický tlak a v roce 2011 ji její majitel společnost J&T uzavřela.
Od roku 2009 do současnosti působí Martin Mrnka v pozici mediálního konzultanta pro korporátní i státní klienty. V letech 2014–2017 byl poradcem na Ministerstvu pro místní rozvoj ČR, v roce 2018 poradcem na Ministerstvu obrany ČR. Od roku 2024 je externím poradcem České televize pro komunikaci a novelu zákona o ČT.  
Ve funkci vedoucího projektu připravuje pro Českou televizi (ČT1) dokumentární life-style seriály - Malá farma (2009-2013) a Kouzelné bylinky (2014–2017), Zázračné bylinky (2022), Milovníci vína (2020 a 2023) Co naše babičky uměly a na co my jsme zapomněli (2018-2024). Poslední z pořadů dosahuje v nedělním pre-prime time ČT1 pravidelně share přes 20 %, patří mezi 15 top nejvíce sledovaných pořadů ve všech českých nedělních TV a sleduje ho až 800 tisíc diváků. 
Pro televizi Nova produkuje Martin Mrnka od podzimu 2024 jako vedoucí projektu pořad Vaše kouzelná zahrada.

## Ocenění
- 1995 – Cena křepelek udělovaná Českým literárním fondem
- 1999 – Cena SAIS-Novartis za výjimečnost v mezinárodní žurnalistice udělovaná Johns Hopkins University, Washington D.C., USA
- 2000 – Cena za vynikající mezinárodní reportáž udělovaná Mezinárodním konsorciem investigativních žurnalistů (ICIJ Award), Washington D.C., USA.[2]